# Der elegante Dreh
Der elegante Dreh ist ein Kriminalfilm des Fernsehens der DDR, der erstmals am 11. März 1979 im 2. Programm ausgestrahlt wurde und eine 1:1-Umsetzung des Theaterstücks 'The Gentle Hook' von Francis Durbridge ist.

## Inhalt
Die Innenarchitektin Patricia Harrison lebt von ihrem Mann Philip getrennt und kommt nach London, um mit ihrem Vater Brad Morris Geburtstag zu Feiern. Abends dringt jedoch ein Mann in ihre Wohnung ein. In der Dunkelheit kommt es zum Handgemenge, Patricia tötet den Unbekannten im Affekt. Doch der Polizei kommen Zweifel daran. Es stellt sich heraus, dass der Unbekannte ein Mann namens Venner war. Obwohl Patricia leugnet, ihn zu kennen, häufen sich die Hinweise, dass dies nicht stimmt. So stellt die Polizei fest, dass der Tote zur gleichen Zeit in Paris war, als auch Patricia dort war. Nicht nur das: er nächtigte auch im selben Hotel. Grund für den Frankreichtrip war der Kauf eines Bildes für ihren Vater zum 60. Nach und nach wird klar, dass Gemälde und falsche Bilder mit dem ganzen Fall in Verbindung stehen. Es kommt zu einem weiteren Einbruch, und bald gibt es einen weiteren Toten. Wer steckt hinter der ganzen Bildfälscherbande? Nur mit einem Trick kann der Mörder entlarvt werden.

## Kritik
„Ein Fernsehspiel, das das Durbridge-Stück zu 100% wiedergibt und damit wirklich originalgetreu ist. Die guten Darsteller und die typischen Durbridge-Verwicklungen sorgen für ein spannendes Kammerspiel. Lediglich das Szenenbild (und vor allem die Farbenauswahl desselben) ist diskutabel.“ (Die Francis-Durbridge-Homepage)

## Veröffentlichung
Der Film wurde 1978 produziert, mit den Darstellern, die das Stück auch am Volkstheater Rostock spielten. Seither wurde es nie wiederholt. Im Juni 2017 veröffentlichte Pidax den Krimi.